# 國學院大學短期大学部
國學院大學短期大学部（こくがくいんだいがくたんきだいがくぶ）は、東京都新宿区下落合4丁目において1950年4月1日に設置が計画されていた日本の私立短期大学である。

## 概要
- 東京都新宿区に設置予定のあった日本の私立短期大学で、設置主体は財団法人國學院大學[注釈 1]。
- 1949年
  - 10月 翌年の開学を目指して文部省[注釈 3]に設置認可の申請を行う[注 1]。
- しかし結果的には不認可となり申請を取り下げた。

## 学科
- 宗教学科 入学定員50名
- 文学科 入学定員200名